# Domenico de Sambucina
Domenico de Sambucina (zm. 25 kwietnia 1174) – włoski benedyktyn, opat Monte Cassino. Został wybrany na to stanowisko w 1171 roku, po blisko trzyletnim wakacie spowodowanym depozycją opata Egidio z Venusino i wprowadzeniem do opactwa zarządu papieskiego prokuratora. Papież Aleksander III zatwierdził jego elekcję w dniu 6 stycznia 1172. Urząd ten sprawował przez około dwa i pół roku.